# Алиджон
Алиджон (тадж. Алиҷон) — село в Дангаринском районе Хатлонской области Республики Таджикистан. Административный центр джамоата (сельской общины) Пушинг Дангаринского района.
Находится на расстоянии 15 км от райцентра (пгт. Дангара).
Население — 2043 чел. (2017).